# Cyclocross Asper-Gavere 2015
De 32e editie van de Cyclocross Asper-Gavere werd gehouden op 15 november 2015 in Gavere. De wedstrijd maakte deel uit van de Superprestige veldrijden 2015-2016. De Belg Wout van Aert won hier zijn derde Superprestige wedstrijd van het seizoen en blijft stevig aan de leiding in het Superprestige-klassement.

## Mannen elite

### Verloop
Voorafgaand aan de wedstrijd had het geregend op het parcours, waardoor het een laag smurrie had gekregen. Vlak na de start (in de eerste rechte lijn over het asfalt) was er een eerste valpartij, waardoor Tom Meeusen de eerste halve ronde tot de materiaalpost moest afwerken zonder ketting. Sven Nys schudde als eerste aan de boom en kon een stuk wegrijden, maar net veel later kwam alles bij elkaar. Hetzelfde gebeurde toen Lars van der Haar probeerde weg te rijden. Hierna probeert Wout van Aert tot twee keer weg te rijden, wat hem de tweede keer ook lukte. Hij reed onbedreigd naar de finish en nadat Van der Haar af moest haken, sprintte Nys en Pauwels om de tweede plaats - de sprint werd gewonnen door Nys.

### Uitslag
| Plaats  | Naam                   | Ploeg                         | Tijd    |
| ------- | ---------------------- | ----------------------------- | ------- |
| Winnaar | Wout van Aert          | Vastgoedservice-Golden Palace | 56'52"  |
| 2       | Sven Nys               | Crelan-AA Drink               | + 16"   |
| 3       | Kevin Pauwels          | Sunweb-Napoleon Games         | + 17"   |
| 4       | Lars van der Haar      | Giant-Alpecin                 | + 1'00" |
| 5       | Laurens Sweeck         | ERA Real Estate-Murprotec     | + 1'55" |
| 6       | Klaas Vantornout       | Sunweb-Napoleon Games         | + 2'00" |
| 7       | Michael Vanthourenhout | Sunweb-Napoleon Games         | + 2'04" |
| 8       | Tim Merlier            | Vastgoedservice-Golden Palace | + 2'12" |
| 9       | Rob Peeters            | Vastgoedservice-Golden Palace | + 2'15" |
| 10      | Michael Boroš          | BKCP-Corendon                 | + 2'18" |
| 11      | 0                      |                               |         |
| 12      | 0                      |                               |         |
| 13      | 0                      |                               |         |
| 14      | 0                      |                               |         |
| 15      | 0                      |                               |         |

| Pos. | Punten |
| ---- | ------ |
| 1    | 80     |
| 2    | 60     |
| 3    | 40     |
| 4    | 30     |
| 5    | 25     |
| 6    | 20     |
| 7    | 17     |
| 8    | 15     |
| 9    | 12     |
| 10   | 10     |
| 11   | 8      |
| 12   | 5      |
| 13   | 4      |
| 14   | 2      |
| 15   | 1      |

### Stand Superprestige
Na 4 wedstrijden (Cyclocross Gieten, Cyclocross Zonhoven, Cyclocross Ruddervoorde en Cyclocross Asper-Gavere) was dit de stand voor de Superprestige:
| Plaats | Naam              | Ploeg                         | Punten |
| ------ | ----------------- | ----------------------------- | ------ |
| 1      | Wout van Aert     | Vastgoedservice-Golden Palace | 59     |
| 2      | Sven Nys          | Crelan-AA Drink               | 51     |
| 3      | Kevin Pauwels     | Sunweb-Napoleon Games         | 50     |
| 4      | Lars van der Haar | Giant-Alpecin                 | 47     |
| 5      | Klaas Vantornout  | Sunweb-Napoleon Games         | 33     |
| 6      | Laurens Sweeck    | ERA Real Estate-Murprotec     | 33     |
| 7      | Rob Peeters       | Vastgoedservice-Golden Palace | 28     |
| 8      | Tim Merlier       | Vastgoedservice-Golden Palace | 27     |
| 9      | Tom Meeusen       | Telenet-Fidea                 | 17     |
| 10     | Corné van Kessel  | Telenet-Fidea                 | 15     |

### Veranderingen
- Sven Nys stijgt naar de tweede plaats, ten koste van Kevin Pauwels.
- Laurens Sweeck komt op gelijke hoogte met Klaas Vantornout, in de vijfde positie.
- Julien Taramarcaz valt uit de top tien, zijn plaats wordt ingevuld door Corné van Kessel.

1983 ·
1984 ·
1985 ·
1986 ·
1987 ·
1988 ·
1989 ·
1990 ·
1991 ·
1992 ·
1993 ·
1993 ·
1994 ·
1995 ·
1996 ·
1997 ·
1998 ·
1999 ·
2000 ·
2001 ·
2002 ·
2003 ·
2004 ·
2005 ·
2006 ·
2007 ·
2008 ·
2009 ·
2010 ·
2011 ·
2012 ·
2013 ·
2014 ·
2015 · 
2016 ·
2017 ·
2018 ·
2019 · 
2020 ·
2021 ·
2022 ·
2023 ·
2024
 Cyclocross Gieten · 
 Cyclocross Zonhoven · 
 Cyclocross Ruddervoorde · 
 Cyclocross Asper-Gavere · 
 GP Région Wallonne · 
 Cyclocross Diegem · 
 Vlaamse Aardbeiencross · 
 Noordzeecross